# Diócesis de Enugu
La diócesis de Enugu (en latín: Dioecesis Ekvulobiana y en inglés: Roman Catholic Diocese of Enugu) es una circunscripción eclesiástica de la Iglesia católica en Nigeria. Se trata de una diócesis latina, sufragánea de la arquidiócesis de Onitsha. Desde el 9 de febrero de 2009 su obispo es Callistus Valentine Onaga.

## Territorio y organización
La diócesis tiene 2738 km² y extiende su jurisdicción sobre los fieles católicos de rito latino residentes en parte del estado de Enugu.
La sede de la diócesis se encuentra en la ciudad de Enugu, en donde se halla la Catedral del Espíritu Santo.
En 2021 en la diócesis existían 206 parroquias.

## Historia
La diócesis fue erigida el 12 de noviembre de 1962 con la bula Quod divinus del papa Juan XXIII, obteniendo el territorio de la arquidiócesis de Onitsha.
El 19 de noviembre de 1990 cedió una parte de su territorio para la erección de la diócesis de Nsukka mediante la bula Catholicum nomen del papa Juan Pablo II.
El 8 de julio de 2005 cedió otra parte de su territorio para la erección de la diócesis de Awgu mediante la bula Evangelica sollertia del papa Benedicto XVI.

## Estadísticas
Según el Anuario Pontificio 2022 la diócesis tenía a fines de 2021 un total de 1 376 948 fieles bautizados.
| Año                                                                             | Población            | Población | Población      | Sacerdotes | Sacerdotes    | Sacerdotes    | Bautizados por sacerdote | Diáconos permanentes | Religiosos | Religiosos | Parroquias |
| Año                                                                             | Bautizados católicos | Total     | % de católicos | Total      | Clero secular | Clero regular | Bautizados por sacerdote | Diáconos permanentes | Varones    | Mujeres    | Parroquias |
| ------------------------------------------------------------------------------- | -------------------- | --------- | -------------- | ---------- | ------------- | ------------- | ------------------------ | -------------------- | ---------- | ---------- | ---------- |
| 1969                                                                            | ?                    | ?         | ?              | 5          | 5             |               | ?                        |                      |            |            |            |
| 1980                                                                            | 350 000              | 2 365 000 | 14.8           | 79         | 66            | 13            | 4430                     |                      | 34         | 157        | 38         |
| 1990                                                                            | 998 987              | 2 740 973 | 36.4           | 164        | 126           | 38            | 6091                     |                      | 286        | 167        | 61         |
| 1999                                                                            | 603 000              | 1 028 000 | 58.7           | 172        | 128           | 44            | 3505                     |                      | 448        | 289        | 87         |
| 2000                                                                            | 2 000                | 3 600 000 | 55.6           | 183        | 138           | 45            | 10 928                   |                      | 447        | 295        | 95         |
| 2001                                                                            | 2 100 000            | 3 700 000 | 56.8           | 238        | 187           | 51            | 8823                     |                      | 414        | 343        | 95         |
| 2002                                                                            | 2 117 336            | 3 734 516 | 56.7           | 234        | 181           | 53            | 9048                     |                      | 407        | 390        | 98         |
| 2003                                                                            | 2 146 095            | 3 752 276 | 57.2           | 262        | 208           | 54            | 8191                     |                      | 373        | 405        | 112        |
| 2004                                                                            | 2 188 140            | 3 857 157 | 56.7           | 272        | 214           | 58            | 8044                     |                      | 401        | 434        | 123        |
| 2006                                                                            | 1 270 979            | 2 118 298 | 60.0           | 242        | 191           | 51            | 5251                     |                      | 285        | 352        | 111        |
| 2013                                                                            | 1 334 432            | 2 537 113 | 52.6           | 380        | 288           | 92            | 3511                     |                      | 411        | 522        | 167        |
| 2016                                                                            | 1 368 904            | 2 671 111 | 51.2           | 420        | 303           | 117           | 3259                     |                      | 420        | 478        | 188        |
| 2019                                                                            | 1 431 400            | 2 808 450 | 51.0           | 482        | 336           | 146           | 2969                     |                      | 358        | 550        | 204        |
| 2021                                                                            | 1 376 948            | 2 019 521 | 68.2           | 529        | 390           | 139           | 2602                     |                      | 495        | 534        | 206        |
| Fuente: Catholic-Hierarchy, que a su vez toma los datos del Anuario Pontificio. |                      |           |                |            |               |               |                          |                      |            |            |            |

## Episcopologio
- John of the Cross Anyogu † (12 de noviembre de 1962-5 de julio de 1967 falleció)
  - Sede vacante (1967-1970)
- Godfrey Okoye, C.S.Sp. † (7 de marzo de 1970-17 de marzo de 1977 falleció)
- Michael Ugwu Eneja † (10 de noviembre de 1977-8 de noviembre de 1996 retirado)
- Anthony Okonkwo Gbuji (8 de noviembre de 1996-9 de febrero de 2009 retirado)
- Callistus Valentine Onaga, desde el 9 de febrero de 2009